# Olympische Sommerspiele 1996/Teilnehmer (Frankreich)
| Gelbes Symbol für Goldmedaillen mit stilisierten Olympischen Ringen | Graues Symbol für Silbermedaillen mit stilisierten Olympischen Ringen | Braundes Symbol für Bronzemedaillen mit stilisierten Olympischen Ringen |
| ------------------------------------------------------------------- | --------------------------------------------------------------------- | ----------------------------------------------------------------------- |
| 15                                                                  | 8                                                                     | 15                                                                      |

Frankreich nahm bei den Olympischen Sommerspielen 1996 in der US-amerikanischen Metropole Atlanta mit 300 Sportlern, 103 Frauen und 197 Männern, in 25 Sportarten teil.
Seit 1896 war es die 23. Teilnahme Frankreichs bei Olympischen Sommerspielen. Damit war Frankreich eine von fünf Nationen, die bis dahin bei allen Olympischen Sommerspielen teilgenommen hatte.

## Flaggenträger
Die Leichtathletin Marie-José Pérec trug die Flagge Frankreichs, während der Eröffnungsfeier am 19. Juli im Centennial Olympic Stadium.

## Medaillengewinner
Mit 15 gewonnenen Gold-, 8 Silber- und 15 Bronzemedaillen belegte das französische Team Platz 5 im Medaillenspiegel.

### Gold
| Name/n                                                                     | Sportart       | Wettkampf                           |
| -------------------------------------------------------------------------- | -------------- | ----------------------------------- |
| Laura Flessel-Colovic                                                      | Fechten        | Frauen, Degen, Einzel               |
| Laura Flessel-Colovic, Sophie Moressée-Pichot & Valérie Barlois            | Fechten        | Frauen, Degen, Mannschaft           |
| Djamel Bouras                                                              | Judo           | Halbmittelgewicht                   |
| David Douillet                                                             | Judo           | Schwergewicht                       |
| Marie-Claire Restoux                                                       | Judo           | Frauen, Halbleichtgewicht           |
| Franck Adisson & Wilfrid Forgues                                           | Kanu           | Zweier-Canadier, Slalom             |
| Jean Galfione                                                              | Leichtathletik | Stabhochsprung                      |
| Marie-José Perec                                                           | Leichtathletik | Frauen, 200 Meter Frauen, 400 Meter |
| Florian Rousseau                                                           | Radsport       | 1000 Meter Zeitfahren               |
| Christophe Capelle, Philippe Ermenault, Jean-Michel Monin & Francis Moreau | Radsport       | 4000 Meter Mannschaftsverfolgung    |
| Félicia Ballanger                                                          | Radsport       | Frauen, Sprint                      |
| Nathalie Lancien                                                           | Radsport       | Frauen, Punkterennen                |
| Jeannie Longo-Ciprelli                                                     | Radsport       | Frauen, Straßenrennen               |
| Jean-Pierre Amat                                                           | Schießen       | Kleinkaliber, Dreistellungskampf    |

### Silber
| Name/n                                                            | Sportart | Wettkampf                         |
| ----------------------------------------------------------------- | -------- | --------------------------------- |
| Lionel Plumenail                                                  | Fechten  | Florett, Einzel                   |
| Valérie Barlois                                                   | Fechten  | Degen, Einzel                     |
| Philippe Ermenault                                                | Radsport | 4000 Meter Einzelverfolgung       |
| Michelle Ferris                                                   | Radsport | Frauen, Sprint                    |
| Marion Clignet                                                    | Radsport | 3000 Meter Einzelverfolgung       |
| Jeannie Longo-Ciprelli                                            | Radsport | Frauen, Einzelzeitfahren          |
| Ghani Yalouz                                                      | Ringen   | Leichtgewicht, griechisch-römisch |
| Bertrand Vecten, Olivier Moncelet, Daniel Fauché & Gilles Bosquet | Rudern   | Vierer ohne Steuermann            |

### Bronze
| Name/n                                         | Sportart       | Wettkampf                   |
| ---------------------------------------------- | -------------- | --------------------------- |
| Franck Boidin                                  | Fechten        | Florett, Einzel             |
| Jean-Michel Henry, Robert Leroux & Éric Srecki | Fechten        | Degen, Mannschaft           |
| Damien Touya                                   | Fechten        | Säbel, Einzel               |
| Christophe Gagliano                            | Judo           | Leichtgewicht               |
| Stéphane Traineau                              | Judo           | Halbschwergewicht           |
| Christine Cicot                                | Judo           | Frauen, Schwergewicht       |
| Patrice Estanguet                              | Kanu           | Einer-Canadier, Slalom      |
| Myriam Fox-Jerusalmi                           | Kanu           | Frauen, Einer-Kajak, Slalom |
| Patricia Girard                                | Leichtathletik | Frauen, 100 Meter Hürden    |
| Miguel Martinez                                | Radsport       | Mountainbike, Cross-Country |
| Alexandra Ledermann                            | Reiten         | Springreiten, Einzel        |
| Frédéric Kowal & Samuel Barathay               | Rudern         | Doppelzweier                |
| Michel Andrieux & Jean-Christophe Rolland      | Rudern         | Zweier ohne Steuermann      |
| Christine Gossé & Hélène Cortin                | Rudern         | Zweier ohne Steuerfrau      |
| Jean-Pierre Amat                               | Schießen       | Luftgewehr                  |

## Teilnehmer nach Sportarten

### Badminton
- Etienne Thobois
Einzel: 33. Platz

- Sandra Dimbour
Frauen, Einzel: 17. Platz

### Bogenschießen
- Lionel Torrés
Einzel: 8. Platz
Mannschaft: 9. Platz

- Sébastien Flute
Einzel: 39. Platz
Mannschaft: 9. Platz

- Damien Letulle
Einzel: 56. Platz
Mannschaft: 9. Platz

- Séverine Bonal
Frauen, Einzel: 20. Platz

### Boxen
- Rachid Bouaita
Bantamgewicht: 5. Platz

- Nordine Mouchi
Halbweltergewicht: 5. Platz

- Hussein Bayram
Weltergewicht: 17. Platz

- Jean-Paul Mendy
Mittelgewicht: 17. Platz

- Jean-Louis Mandengue
Halbschwergewicht: 9. Platz

- Christophe Mendy
Schwergewicht: 5. Platz

- Josue Blocus
Superschwergewicht: 9. Platz

### Fechten
- Lionel Plumenail
Florett, Einzel: Silber

- Franck Boidin
Florett, Einzel: Bronze

- Philippe Omnès
Florett, Einzel: 7. Platz

- Jean-Michel Henry
Degen, Einzel: 6. Platz
Degen, Mannschaft: Bronze

- Éric Srecki
Degen, Einzel: 9. Platz
Degen, Mannschaft: Bronze

- Robert Leroux
Degen, Einzel: 12. Platz
Degen, Mannschaft: Bronze

- Damien Touya
Säbel, Einzel: Bronze 
Säbel, Mannschaft: 5. Platz

- Jean-Philippe Daurelle
Säbel, Einzel: 12. Platz
Säbel, Mannschaft: 5. Platz

- Franck Ducheix
Säbel, Einzel: 13. Platz
Säbel, Mannschaft: 5. Platz

- Laurence Modaine-Cessac
Frauen, Florett, Einzel: 4. Platz
Frauen, Florett, Mannschaft: 5. Platz

- Adeline Wuillème
Frauen, Florett, Einzel: 14. Platz
Frauen, Florett, Mannschaft: 5. Platz

- Clothilde Magnan
Frauen, Florett, Einzel: 23. Platz
Frauen, Florett, Mannschaft: 5. Platz

- Laura Flessel-Colovic
Frauen, Degen, Einzel: Gold 
Frauen, Degen, Mannschaft: Gold

- Valérie Barlois
Frauen, Degen, Einzel: Silber 
Frauen, Degen, Mannschaft: Gold

- Sophie Moressée-Pichot
Frauen, Degen, Einzel: 10. Platz
Frauen, Degen, Mannschaft: Gold

### Fußball
- Herrenteam
5. Platz

- Kader
Lionel Letizi
Martin Djetou
Oumar Dieng
Jérôme Bonnissel
Florent Laville
Patrick Moreau
Claude Makélélé
Vikash Dhorasoo
Florian Maurice
Antoine Sibierski
Robert Pires
Geoffray Toyes
Vincent Candela
Olivier Dacourt
Tony Vairelles
Sylvain Wiltord
Sylvain Legwinski

### Gewichtheben
- Eric Bonnel
Fliegengewicht: 11. Platz

- Cédric Plançon
Mittelschwergewicht: 19. Platz

### Handball
- Herrenteam
4. Platz

- Kader
Eric Amalou
Grégory Anquetil
Stéphane Cordinier
Yohann Delattre
Christian Gaudin
Stéphane Joulin
Guéric Kervadec
Denis Lathoud
Pascal Mahé
Bruno Martini
Gaël Monthurel
Raoul Prandi
Jackson Richardson
Philippe Schaaf
Stéphane Stoecklin
Frédéric Volle

### Judo
- Franck Chambily
Superleichtgewicht: 13. Platz

- Larbi Benboudaoud
Halbleichtgewicht: 21. Platz

- Christophe Gagliano
Leichtgewicht: Bronze

- Djamel Bouras
Halbmittelgewicht: Gold

- Darcel Yandzi
Mittelgewicht: 9. Platz

- Stéphane Traineau
Halbschwergewicht: Bronze

- David Douillet
Schwergewicht: Gold

- Sarah Nichilo-Rosso
Frauen, Superleichtgewicht: 5. Platz

- Marie-Claire Restoux
Frauen, Halbleichtgewicht: Gold

- Magali Baton
Frauen, Leichtgewicht: 9. Platz

- Catherine Fleury-Vachon
Frauen, Halbmittelgewicht: 13. Platz

- Alice Dubois
Frauen, Mittelgewicht: 5. Platz

- Estha Essombe
Frauen, Halbschwergewicht: 5. Platz

- Christine Cicot
Frauen, Schwergewicht: Bronze

### Kanu
- Vincent Olla
Einer-Kajak, 1000 Meter: Halbfinale

- Pierre Lubac
Zweier-Kajak, 1000 Meter: 5. Platz

- Patrick Lancereau
Zweier-Kajak, 1000 Meter: 5. Platz

- Laurent Burtz
Einer-Kajak, Slalom: 4. Platz

- Jean-Yves Cheutin
Einer-Kajak, Slalom: 23. Platz

- Éric le Leuch
Einer-Canadier, 500 Meter: Halbfinale

- Pascal Sylvoz
Einer-Canadier, 1000 Meter: 5. Platz

- Patrice Estanguet
Einer-Canadier, Slalom: Bronze

- Hervé Delamarre
Einer-Canadier, Slalom: 5. Platz

- Emmanuel Brugvin
Einer-Canadier, Slalom: 6. Platz

- Franck Adisson
Zweier-Canadier, Slalom: Gold

- Wilfrid Forgues
Zweier-Canadier, Slalom: Gold

- Emmanuel Delrey
Zweier-Canadier, Slalom: 5. Platz

- Thierry Saïdi
Zweier-Canadier, Slalom: 5. Platz

- Anne Michaut
Frauen, Einer-Kajak, 500 Meter: Halbfinale

- Sabine Goetschy-Kleinheinz
Frauen, Zweier-Kajak, 500 Meter: 9. Platz

- Séverine Loyau
Frauen, Zweier-Kajak, 500 Meter: 9. Platz

- Myriam Fox-Jerusalmi
Frauen, Einer-Kajak, Slalom: Bronze

- Anne Boixel
Frauen, Einer-Kajak, Slalom: 6. Platz

### Leichtathletik
- Pascal Théophile
100 Meter: Viertelfinale
4 × 100 Meter: DNF

- Needy Guims
100 Meter: Viertelfinale
4 × 100 Meter: DNF

- Jean-Louis Rapnouil
400 Meter: Viertelfinale

- Jimmy Jean-Joseph
800 Meter: Halbfinale

- Bruno Konczylo
800 Meter: Halbfinale

- Abdelkader Chékhémani
1500 Meter: Halbfinale

- Mickaël Damian
1500 Meter: Vorläufe

- Éric Dubus
1500 Meter: Vorläufe

- Mohamed Ezzher
10.000 Meter: Vorläufe

- Abdellah Béhar
10.000 Meter: Vorläufe

- Vincent Clarico
110 Meter Hürden: Halbfinale

- Émmanuel Romary
110 Meter Hürden: Viertelfinale

- Nadir Bosch
3000 Meter Hindernis: Halbfinale

- Hermann Lomba
4 × 100 Meter: DNF

- Régis Groisard
4 × 100 Meter: DNF

- Thierry Toutain
20 Kilometer Gehen: 10. Platz
50 Kilometer Gehen: disqualifiziert

- Denis Langlois
20 Kilometer Gehen: 14. Platz

- Jean-Olivier Brosseau
20 Kilometer Gehen: 35. Platz

- René Piller
50 Kilometer Gehen: 19. Platz

- Martial Fesselier
50 Kilometer Gehen: 28. Platz

- Jean Galfione
Stabhochsprung: Gold

- Alain Andji
Stabhochsprung: 9. Platz

- Emmanuel Bangué
Weitsprung: 4. Platz

- Raphaël Piolanti
Hammerwurf: 11. Platz

- Christophe Épalle
Hammerwurf: 17. Platz in der Qualifikation

- Gilles Dupray
Hammerwurf: 19. Platz in der Qualifikation

- Christian Plaziat
Zehnkampf: 11. Platz

- Sébastien Levicq
Zehnkampf: 17. Platz

- Odiah Sidibé
Frauen, 100 Meter: Halbfinale
Frauen, 4 × 100 Meter: 6. Platz

- Marie-José Pérec
Frauen, 200 Meter: Gold 
Frauen, 400 Meter: Gold 
Frauen, 4 × 100 Meter: 6. Platz

- Patricia Djaté-Taillard
Frauen, 800 Meter: 6. Platz

- Viviane Dorsile
Frauen, 800 Meter: Halbfinale
Frauen, 4 × 400 Meter: 8. Platz

- Blandine Bitzner-Ducret
Frauen, 1500 Meter: Halbfinale

- Frédérique Quentin
Frauen, 1500 Meter: Vorläufe

- Farida Fatès
Frauen, 10.000 Meter: Vorläufe

- Chantal Dällenbach
Frauen, 10.000 Meter: Vorläufe

- Nadia Prasad
Frauen, Marathon: 56. Platz

- Patricia Girard
Frauen, 100 Meter Hürden: Bronze 
Frauen, 4 × 100 Meter: 6. Platz

- Cécile Cinélu
Frauen, 100 Meter Hürden: Viertelfinale

- Monique Éwanjé-Épée-Tourret
Frauen, 100 Meter Hürden: Viertelfinale

- Sandra Citté
Frauen, 4 × 100 Meter: 6. Platz

- Delphine Combe
Frauen, 4 × 100 Meter: 6. Platz

- Francine Landre
Frauen, 4 × 400 Meter: 8. Platz

- Évelyne Élien
Frauen, 4 × 400 Meter: 8. Platz

- Elsa Devassoigne
Frauen, 4 × 400 Meter: 8. Platz

- Nathalie Fortain
Frauen, 10 Kilometer Gehen: 31. Platz

- Valérie Lévêque-Nadaud
Frauen, 10 Kilometer Gehen: 36. Platz

- Isabelle Devaluez
Frauen, Diskuswurf: 37. Platz in der Qualifikation

- Nadine Auzeil-Schoellkopf
Frauen, Speerwurf: 31. Platz in der Qualifikation

### Moderner Fünfkampf
- Christophe Ruer
Einzel: 12. Platz

- Sébastien Deleigne
Einzel: 26. Platz

### Radsport
- Richard Virenque
Straßenrennen, Einzel: 5. Platz

- Laurent Brochard
Straßenrennen, Einzel: 17. Platz
Einzelzeitfahren: 20. Platz

- Laurent Jalabert
Straßenrennen, Einzel: 21. Platz
Einzelzeitfahren: 13. Platz

- Didier Rous
Straßenrennen, Einzel: 83. Platz

- Frédéric Moncassin
Straßenrennen, Einzel: 107. Platz

- Frédéric Magné
Sprint: 6. Platz

- Florian Rousseau
Sprint: 8. Platz
1000 Meter Zeitfahren: Gold

- Philippe Ermenault
4000 Meter Einzelverfolgung: Silber 
4000 Meter Mannschaftsverfolgung: Gold

- Christophe Capelle
4000 Meter Mannschaftsverfolgung: Gold

- Jean-Michel Monin
4000 Meter Mannschaftsverfolgung: Gold

- Francis Moreau
4000 Meter Mannschaftsverfolgung: Gold 
Punkterennen: 5. Platz

- Miguel Martinez
Mountainbike, Cross-Country: Bronze

- Christophe Dupouey
Mountainbike, Cross-Country: 4. Platz

- Jeannie Longo-Ciprelli
Frauen, Straßenrennen, Einzel: Gold 
Frauen, Einzelzeitfahren: Silber

- Catherine Marsal
Frauen, Straßenrennen, Einzel: 16. Platz

- Marion Clignet
Frauen, Straßenrennen, Einzel: 38. Platz
Frauen, Einzelzeitfahren: 5. Platz
Frauen, 3000 Meter Einzelzeitfahren: Silber

- Félicia Ballanger
Frauen, Sprint: Gold

- Michelle Ferris
Frauen, Sprint: Silber

- Nathalie Lancien
Frauen, Punkterennen: Gold

- Laurence Leboucher
Frauen, Mountainbike, Cross-Country: 11. Platz

- Sandra Temporelli
Frauen, Mountainbike, Cross-Country: 24. Platz

### Reiten
- Margit Otto-Crépin
Dressur, Einzel: 7. Platz
Dressur, Mannschaft: 4. Platz

- Dominique Brieussel
Dressur, Einzel: 23. Platz
Dressur, Mannschaft: 4. Platz

- Dominique d'Esmé
Dressur, Einzel: 30. Platz
Dressur, Mannschaft: 4. Platz

- Marie-Hélène Syre
Dressur, Mannschaft: 4. Platz

- Alexandra Ledermann
Springreiten, Einzel: Bronze 
Springreiten, Mannschaft: 4. Platz

- Hervé Godignon
Springreiten, Einzel: 17. Platz
Springreiten, Mannschaft: 4. Platz

- Roger-Yves Bost
Springreiten, Einzel: 13. Platz in der Qualifikation
Springreiten, Mannschaft: 4. Platz

- Patrice Delaveau
Springreiten, Einzel: 25. Platz in der Qualifikation
Springreiten, Mannschaft: 4. Platz

- Jean Teulère
Vielseitigkeit, Einzel: 4. Platz

- Didier Willefert
Vielseitigkeit, Einzel: 9. Platz

- Marie-Christine Duroy
Vielseitigkeit, Einzel: DNF
Vielseitigkeit, Mannschaft: 4. Platz

- Jacques Dulcy
Vielseitigkeit, Mannschaft: 4. Platz

- Rodolphe Scherer
Vielseitigkeit, Mannschaft: 4. Platz

- Koris Vieules
Vielseitigkeit, Mannschaft: 4. Platz

### Rhythmische Sportgymnastik
- Eva Serrano
Einzel: 6. Platz

- Charlotte Camboulives
Mannschaft: 4. Platz

- Caroline Chimot
Mannschaft: 4. Platz

- Sylvie Didone
Mannschaft: 4. Platz

- Audrey Grosclaude
Mannschaft: 4. Platz

- Frédérique Léhon
Mannschaft: 4. Platz

- Nadia Mimoun
Mannschaft: 4. Platz

### Ringen
- Ghani Yalouz
Leichtgewicht, griechisch-römisch: Silber

- David Legrand
Fliegengewicht, Freistil: 12. Platz

### Rudern
- Frédéric Kowal
Doppelzweier: Bronze

- Samuel Barathay
Doppelzweier: Bronze

- Michel Andrieux
Zweier ohne Steuermann: Bronze

- Jean-Christophe Rolland
Zweier ohne Steuermann: Bronze

- Yves Lamarque
Doppelvierer: 12. Platz

- Vincent Lepvraud
Doppelvierer: 12. Platz

- Sébastien Vieilledent
Doppelvierer: 12. Platz

- Fabrice LeClerc
Doppelvierer: 12. Platz

- Gilles Bosquet
Vierer ohne Steuermann: Silber

- Daniel Fauché
Vierer ohne Steuermann: Silber

- Bertrand Vecten
Vierer ohne Steuermann: Silber

- Olivier Moncelet
Vierer ohne Steuermann: Silber

- Stéphane Barré
Leichtgewichts-Vierer ohne Steuermann: 7. Platz

- Xavier Dorfman
Leichtgewichts-Vierer ohne Steuermann: 7. Platz

- Stéphane Guerinot
Leichtgewichts-Vierer ohne Steuermann: 7. Platz

- Henri-Pierre Dall'acqua
Leichtgewichts-Vierer ohne Steuermann: 7. Platz

- Céline Garcia
Frauen, Einer: 10. Platz

- Christine Gossé
Zweier ohne Steuerfrau: Bronze

- Hélène Cortin
Zweier ohne Steuerfrau: Bronze

- Myriam Lamolle
Frauen, Leichtgewichts-Doppelzweier: 10. Platz

- Catherine Muller
Frauen, Leichtgewichts-Doppelzweier: 10. Platz

### Schießen
- Gérard Fernandez
Luftpistole: 12. Platz
Freie Scheibenpistole: 28. Platz

- Franck Dumoulin
Luftpistole: 36. Platz
Schnellfeuerpistole: 21. Platz
Freie Scheibenpistole: 11. Platz

- Jean-Pierre Amat
Luftgewehr: Bronze 
Kleinkaliber, Dreistellungskampf: Gold

- Franck Badiou
Luftgewehr: 18. Platz

- Roger Chassat
Kleinkaliber, Dreistellungskampf: 35. Platz
Kleinkaliber, liegend: 39. Platz

- Michel Bury
Kleinkaliber, liegend: 30. Platz

- Christophe Vicard
Trap: 37. Platz

- Jean-Paul Gros
Doppeltrap: 12. Platz

- Marc Mennessier
Doppeltrap: 17. Platz

- Franck Durbesson
Skeet: 9. Platz

- Valérie Bellenoue
Frauen, Luftgewehr: 4. Platz

- Carole Couesnon
Frauen, Luftgewehr: 41. Platz

- Muriel Bernard
Frauen, Doppeltrap: 14. Platz

### Schwimmen
- Christophe Kalfayan
50 Meter Freistil: 14. Platz

- Nicolas Gruson
100 Meter Freistil: 23. Platz
4 × 100 Meter Freistil: 11. Platz
4 × 100 Meter Lagen: 11. Platz

- Christophe Bordeau
200 Meter Freistil: 24. Platz
4 × 200 Meter Freistil: 8. Platz

- Yann de Fabrique
400 Meter Freistil: 15. Platz
1500 Meter Freistil: 17. Platz
4 × 200 Meter Freistil: 8. Platz

- Peirrick Chavatte
4 × 100 Meter Freistil: 11. Platz

- Ludovic Dépickère
4 × 100 Meter Freistil: 11. Platz

- Frédéric Lefèvre
4 × 100 Meter Freistil: 11. Platz

- Lionel Poirot
4 × 200 Meter Freistil: 8. Platz

- Bruno Orsoni
4 × 200 Meter Freistil: 8. Platz

- Franck Schott
100 Meter Rücken: 8. Platz
4 × 100 Meter Lagen: 11. Platz

- Vladimir Latocha
100 Meter Brust: 9. Platz
4 × 100 Meter Lagen: 11. Platz

- Jean-Christophe Sarnin
200 Meter Brust: 14. Platz

- Stéphan Perrot
200 Meter Brust: 23. Platz

- Franck Esposito
100 Meter Schmetterling: 14. Platz
200 Meter Schmetterling: 4. Platz
4 × 100 Meter Lagen: 11. Platz

- David Abrard
200 Meter Schmetterling: 15. Platz

- Xavier Marchand
200 Meter Lagen: 8. Platz

- Casey Legler
Frauen, 50 Meter Freistil: 29. Platz
Frauen, 4 × 100 Meter Freistil: 10. Platz

- Solenne Figuès
Frauen, 100 Meter Freistil: 20. Platz
Frauen, 200 Meter Freistil: 12. Platz
Frauen, 4 × 100 Meter Freistil: 10. Platz
Frauen, 4 × 200 Meter Freistil: 14. Platz
Frauen, 4 × 100 Meter Lagen: 16. Platz

- Laëtitia Choux
Frauen, 400 Meter Freistil: 24. Platz
Frauen, 4 × 200 Meter Freistil: 14. Platz

- Jacqueline Delord
Frauen, 4 × 100 Meter Freistil: 10. Platz

- Marianne Le Verge
Frauen, 4 × 100 Meter Freistil: 10. Platz
Frauen, 4 × 200 Meter Freistil: 14. Platz

- Hélène Ricardo
Frauen, 4 × 200 Meter Freistil: 14. Platz
Frauen, 100 Meter Rücken: 19. Platz
Frauen, 200 Meter Rücken: 15. Platz
Frauen, 4 × 100 Meter Lagen: 16. Platz

- Karine Brémond
Frauen, 100 Meter Brust: 25. Platz
Frauen, 200 Meter Brust: 29. Platz
Frauen, 4 × 100 Meter Lagen: 16. Platz

- Cécile Jeanson
Frauen, 100 Meter Schmetterling: 13. Platz
Frauen, 200 Meter Schmetterling: 10. Platz
Frauen, 4 × 100 Meter Lagen: 16. Platz

- Nadège Cliton
Frauen, 200 Meter Lagen: 31. Platz

### Segeln
- Jean-Max de Chavigny
Windsurfen: 5. Platz

- Philippe Presti
Finn Dinghy: 15. Platz

- Jean-François Berthet
470er: 6. Platz

- Gwenael Berthet
470er: 6. Platz

- Guillaume Florent
Laser: 15. Platz

- Frédéric le Peutrec
Tornado: 6. Platz

- Franck Citeau
Tornado: 6. Platz

- Marc Bouet
Soling: 11. Platz

- Sylvain Chtounder
Soling: 11. Platz

- Gildas Morvan
Soling: 11. Platz

- Maud Herbert
Frauen, Windsurfen: 8. Platz

- Florence Lebrun
Frauen, 470er: 15. Platz

- Annabel Chaulvin
Frauen, 470er: 15. Platz

### Synchronschwimmen
- Frauenteam
5. Platz

- Kader
Marianne Aeschbacher
Virginie Dedieu
Julie Fabre
Celine Lévêque
Myriam Lignot
Isabelle Manable
Délphine Maréchal
Charlotte Massardier
Magali Rathier
Éva Riffet

### Tennis
- Arnaud Boetsch
Einzel: 17. Platz
Doppel: 17. Platz

- Guillaume Raoux
Einzel: 33. Platz
Doppel: 17. Platz

- Mary Pierce
Frauen, Einzel: 17. Platz
Frauen, Doppel: 9. Platz

- Nathalie Tauziat
Frauen, Einzel: 33. Platz
Frauen, Doppel: 9. Platz

### Tischtennis
- Patrick Chila
Einzel: 9. Platz
Doppel: 9. Platz

- Jean-Philippe Gatien
Einzel: 17. Platz
Doppel: 5. Platz

- Damien Éloi
Doppel: 5. Platz

- Christophe Legoût
Doppel: 9. Platz

- Xiao-Ming Wang-Dréchou
Frauen, Einzel: 33. Platz
Frauen, Doppel: 9. Platz

- Emmanuelle Coubat
Frauen, Doppel: 9. Platz

### Turnen
- Sébastien Tayac
Einzelmehrkampf: 26. Platz
Mannschaftsmehrkampf: 11. Platz
Barren: 50. Platz in der Qualifikation
Boden: 27. Platz in der Qualifikation
Pferdsprung: 55. Platz in der Qualifikation
Reck: 23. Platz in der Qualifikation
Ringe: 56. Platz in der Qualifikation
Seitpferd: 36. Platz in der Qualifikation

- Frédérick Nicolas
Einzelmehrkampf: 33. Platz
Mannschaftsmehrkampf: 11. Platz
Barren: 53. Platz in der Qualifikation
Boden: 72. Platz in der Qualifikation
Pferdsprung: 76. Platz in der Qualifikation
Reck: 42. Platz in der Qualifikation
Ringe: 60. Platz in der Qualifikation
Seitpferd: 61. Platz in der Qualifikation

- Patrice Casimir
Einzelmehrkampf: 23. Platz in der Qualifikation
Mannschaftsmehrkampf: 11. Platz
Barren: 46. Platz in der Qualifikation
Boden: 63. Platz in der Qualifikation
Pferdsprung: 46. Platz in der Qualifikation
Reck: 34. Platz in der Qualifikation
Ringe: 35. Platz in der Qualifikation
Seitpferd: 4. Platz

- Frédéric Lemoine
Einzelmehrkampf: 85. Platz in der Qualifikation
Mannschaftsmehrkampf: 11. Platz
Barren: 105. Platz in der Qualifikation
Boden: 58. Platz in der Qualifikation
Pferdsprung: 104. Platz in der Qualifikation
Reck: 51. Platz in der Qualifikation
Ringe: 46. Platz in der Qualifikation
Seitpferd: 66. Platz in der Qualifikation

- Éric Poujade
Einzelmehrkampf: 93. Platz in der Qualifikation
Mannschaftsmehrkampf: 11. Platz
Barren: 40. Platz in der Qualifikation
Boden: 102. Platz in der Qualifikation
Pferdsprung: 51. Platz in der Qualifikation
Reck: 66. Platz in der Qualifikation
Seitpferd: 7. Platz

- Sébastien Darrigade
Einzelmehrkampf: 94. Platz in der Qualifikation
Mannschaftsmehrkampf: 11. Platz
Barren: 20. Platz in der Qualifikation
Boden: 103. Platz in der Qualifikation
Pferdsprung: 99. Platz in der Qualifikation
Reck: 100. Platz in der Qualifikation
Ringe: 60. Platz in der Qualifikation
Seitpferd: 69. Platz in der Qualifikation

- Thiérry Aymes
Einzelmehrkampf: 102. Platz in der Qualifikation
Mannschaftsmehrkampf: 11. Platz
Barren: 97. Platz in der Qualifikation
Boden: 4. Platz
Pferdsprung: 76. Platz in der Qualifikation
Reck: 96. Platz in der Qualifikation
Ringe: 78. Platz in der Qualifikation

- Isabelle Severino
Frauen, Einzelmehrkampf: 13. Platz
Frauen, Mannschaftsmehrkampf: 8. Platz
Frauen, Boden: 21. Platz in der Qualifikation
Frauen, Pferdsprung: 44. Platz in der Qualifikation
Frauen, Schwebebalken: 44. Platz in der Qualifikation
Frauen, Stufenbarren: 19. Platz in der Qualifikation

- Elvire Teza
Frauen, Einzelmehrkampf: 16. Platz
Frauen, Mannschaftsmehrkampf: 8. Platz
Frauen, Boden: 34. Platz in der Qualifikation
Frauen, Pferdsprung: 55. Platz in der Qualifikation
Frauen, Schwebebalken: 49. Platz in der Qualifikation
Frauen, Stufenbarren: 15. Platz in der Qualifikation

- Ludivine Furnon
Frauen, Einzelmehrkampf: 19. Platz
Frauen, Mannschaftsmehrkampf: 8. Platz
Frauen, Boden: 19. Platz in der Qualifikation
Frauen, Pferdsprung: 31. Platz in der Qualifikation
Frauen, Schwebebalken: 69. Platz in der Qualifikation
Frauen, Stufenbarren: 40. Platz in der Qualifikation

- Émilie Volle
Frauen, Einzelmehrkampf: 36. Platz in der Qualifikation
Frauen, Mannschaftsmehrkampf: 8. Platz
Frauen, Boden: 50. Platz in der Qualifikation
Frauen, Pferdsprung: 65. Platz in der Qualifikation
Frauen, Schwebebalken: 40. Platz in der Qualifikation
Frauen, Stufenbarren: 40. Platz in der Qualifikation

- Cécile Canqueteau
Frauen, Einzelmehrkampf: 45. Platz in der Qualifikation
Frauen, Mannschaftsmehrkampf: 8. Platz
Frauen, Boden: 33. Platz in der Qualifikation
Frauen, Pferdsprung: 74. Platz in der Qualifikation
Frauen, Schwebebalken: 66. Platz in der Qualifikation
Frauen, Stufenbarren: 59. Platz in der Qualifikation

- Orélie Troscompt
Frauen, Einzelmehrkampf: 99. Platz in der Qualifikation
Frauen, Mannschaftsmehrkampf: 8. Platz
Frauen, Boden: 68. Platz in der Qualifikation
Frauen, Pferdsprung: 79. Platz in der Qualifikation

- Laure Gély
Frauen, Einzelmehrkampf: 100. Platz in der Qualifikation
Frauen, Mannschaftsmehrkampf: 8. Platz
Frauen, Schwebebalken: 71. Platz in der Qualifikation
Frauen, Stufenbarren: 56. Platz in der Qualifikation

### Volleyball (Beach)
- Christian Penigaud
Herrenwettkampf: 13. Platz

- Jean-Philippe Jodard
Herrenwettkampf: 13. Platz

- Anabelle Prawerman
Frauenwettkampf: 13. Platz

- Brigitte Lesage
Frauenwettkampf: 13. Platz

### Wasserspringen
- Julie Danaux
Frauen, Turmspringen: 29. Platz